# Gentrificare

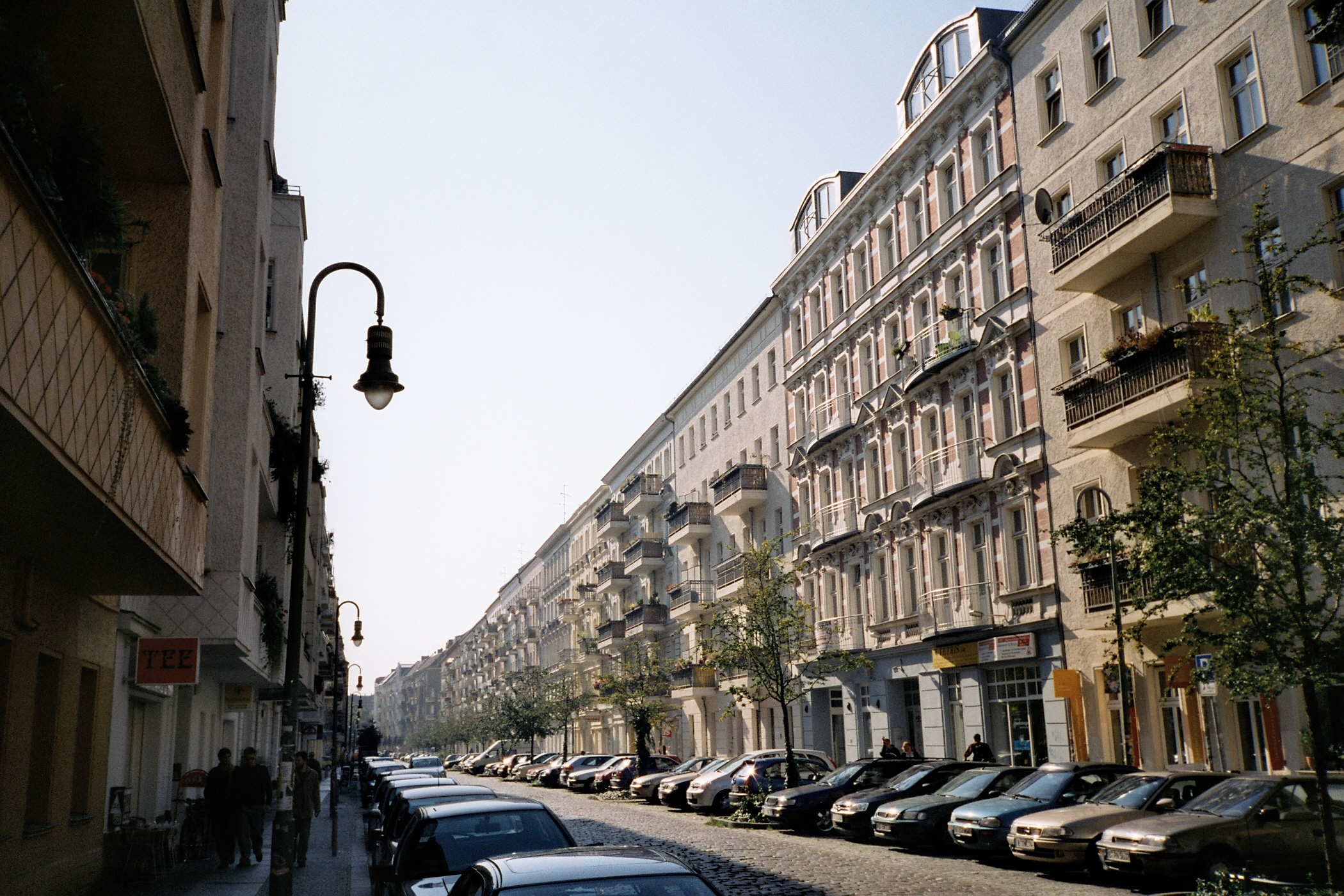
Clădiri pe Mainzer Straße în Berlin.

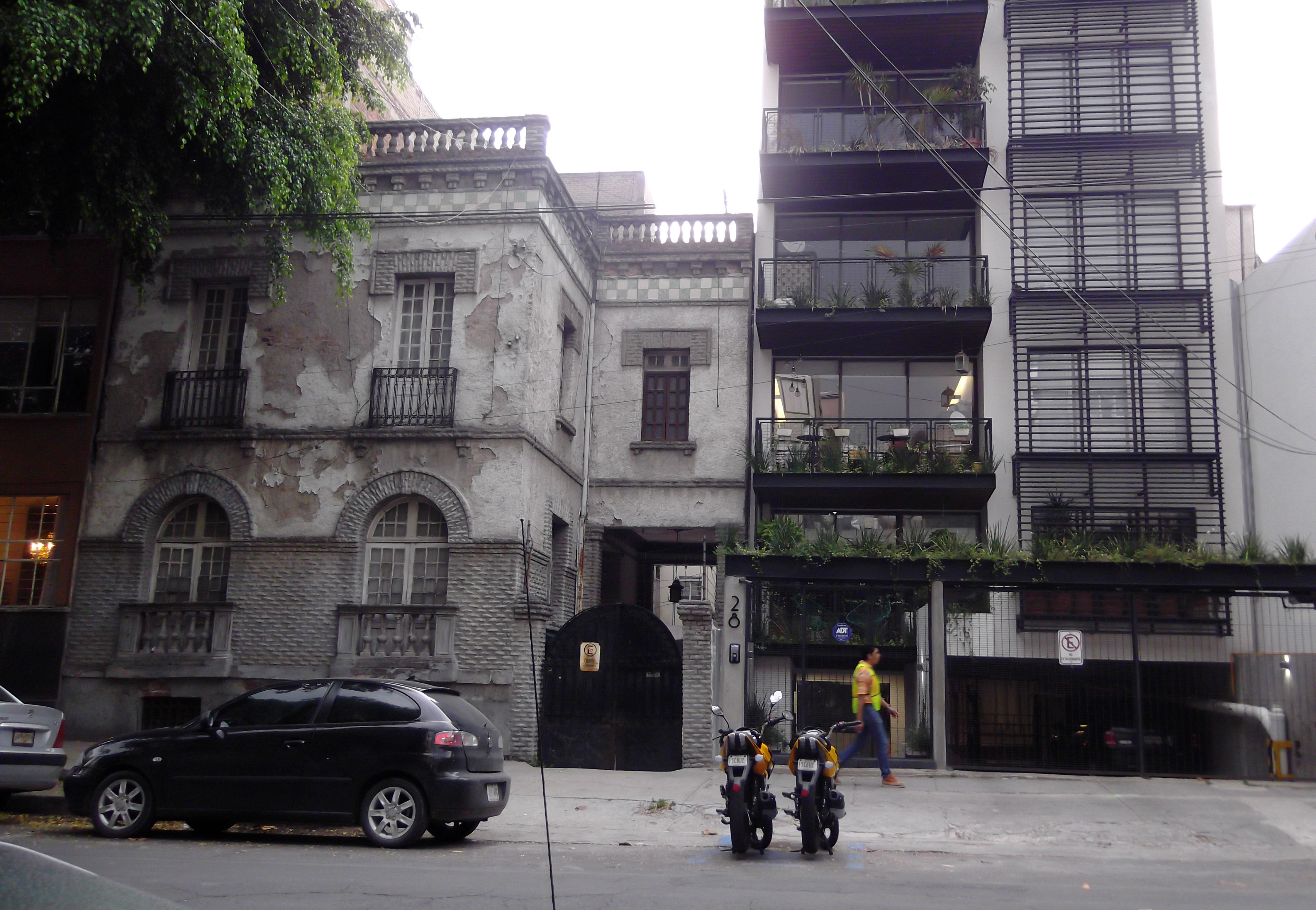
Clădire din secolul XX care are nevoie de restaurare lângă o clădire nouă în Mexico City Colonia Roma

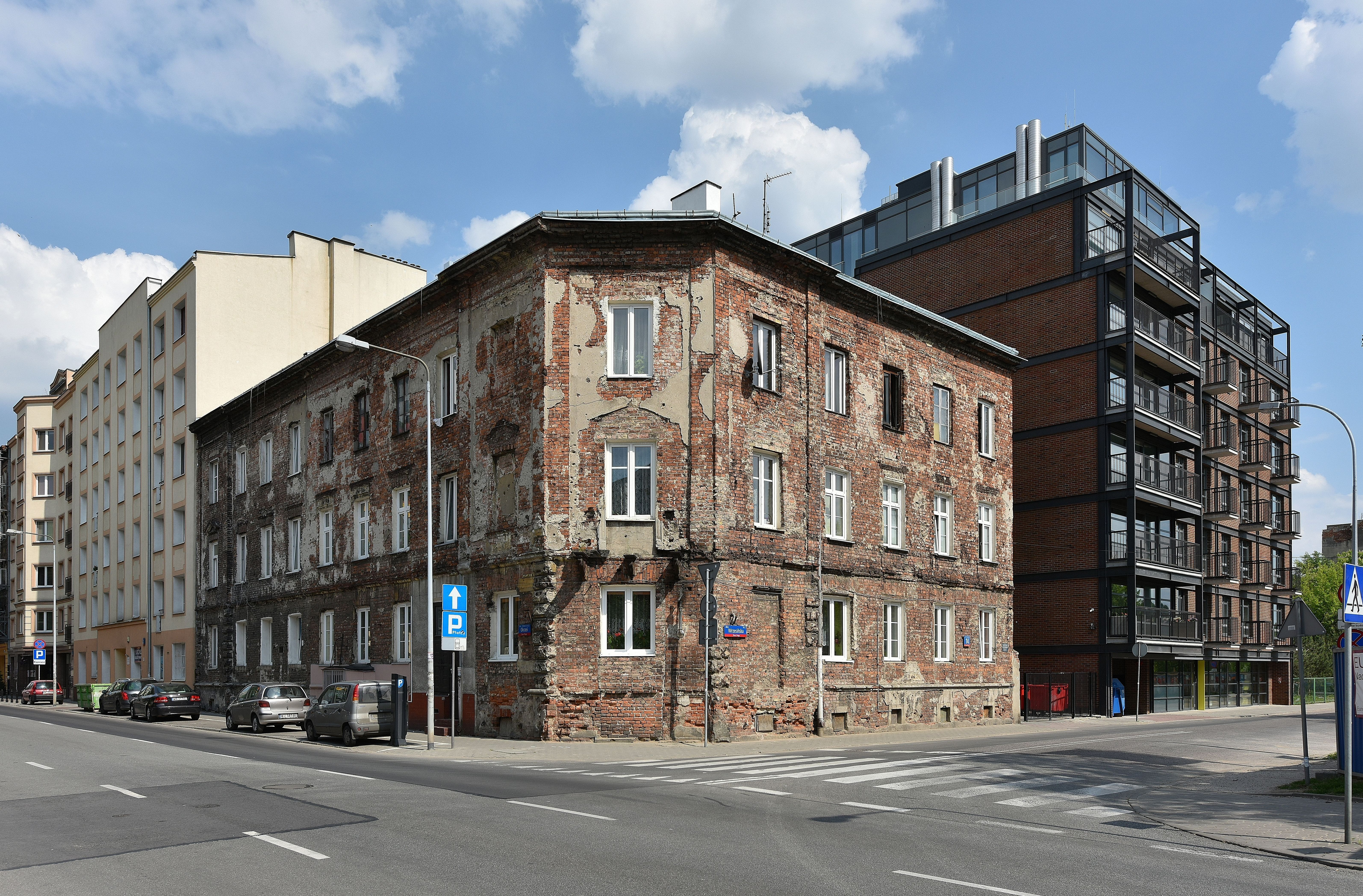
Gentrificare în Varșovia.

Gentrificarea este un proces de renovare și revigorare a cartierelor urbane mai deteriorate prin intermediul afluxului de rezidenți mai bogați, care duce la creșterea valorii proprietăților și strămutarea familiilor cu venituri mici și a micilor întreprinderi.
Gentrificarea este un subiect comun și controversat în politica și planificarea urbană. Gentrificarea crește adesea valoarea economică a unui cartier, dar poate fi controversată din cauza schimbării compoziției demografice și a potențialei deplasări a rezidenților.  Gentrificarea este mai probabilă atunci când există o ofertă insuficientă de locuințe și valoarea caselor în creștere într-o zonă metropolitană. 
Procesul de gentrificare este de obicei rezultatul creșterii atracției către o zonă de către oamenii cu venituri mai mari, care se răspândesc din orașele, sau cartierele învecinate. Pașii suplimentari sunt investițiile sporite într-o comunitate și infrastructura aferentă de către întreprinderile de dezvoltare imobiliară, administrația locală sau activiștii comunitari și dezvoltarea economică rezultată, creșterea atracției de afaceri și ratele mai scăzute ale criminalității .

## Legături externe
- Gentrificare